# Зигфрид III (Лебенау)
Зигфрид III (IV) фон Лебенау (на немски: Siegfried III (IV) von Lebenau: † 12 март 1190 в Тракия) от страничния клон Лебенау на род Спанхайми, е граф на Лебенау (ок. 1164 – 1190) и фогт на катедралата на Залцбург и на манастирите „Св. Емерам“ и „Зееон“.

## Биография
Той е големият син и наследник на граф Зигфрид II фон Лебенау († 1163) и съпругата му Матилда фон Фалей († 1195) от фамилията Вителсбахи. Брат е на Ото I († 8 март 1205).
При смъртта на баща му той е малолетен. Зигфрид наследява през 1168 г. Бургхаузен на Залцах от графовете фон Бургхаузен-Шала, клон на Зигхардингите.
През 1189 г. Зигфрид III, заедно със зет си Конрад фон Дорнберг, участва в свитата на Фридрих Барбароса в Третия кръстоносен поход. През това време брат му Ото I поема управлението на графството.
Зигфрид умира бездетен на 12 март 1190 г. в кръстоносния поход в Тракия. Брат му Ото го наследява като граф на Лебенау.

## Фамилия
Зигфрид III се жени за Кунигунда. Бракът е бездетен.